# 19379 Labrecque
19379 Labrecque (1998 BR7) là một tiểu hành tinh vành đai chính được phát hiện ngày 24 tháng 1 năm 1998 bởi JPL/GEODSS NEAT ở Haleakala.